# Liste der Naturdenkmale in Heusweiler
Die Liste der Naturdenkmale in Heusweiler nennt die auf dem Gebiet der Gemeinde Heusweiler im Regionalverband Saarbrücken im Saarland gelegenen Naturdenkmale.

## Naturdenkmale
| Bild | Bezeichnung               | Ort                                         | Beschreibung | Art | Nr.                                |
| ---- | ------------------------- | ------------------------------------------- | --- | --- | ---------------------------------- |
| BW   | 1 Mammutbaum              | Heusweiler 49° 22′ 20,3″ N, 6° 56′ 52,1″ O) | Im Park der Großwaldbrauerei                                                                                     |     | ND-190-RVS-HEU (ex: D 5.01.001 ND) |
| BW   | 1 Eiche                   | Heusweiler 49° 20′ 50,3″ N, 6° 53′ 53,5″ O) | Hilgenbacher Höhe vor Haus Nr. 3                                                                                 |     | ND-191-RVS-HEU (ex: D 5.01.004 ND) |
| BW   | 1 Eiche („Zigeunereiche“) | Heusweiler 49° 20′ 12,5″ N, 6° 52′ 59,2″ O) | Westlich von Obersalbach-Kurhof, Nordostrand des Gemeindewaldes, Distrikt 2, Mühlenwald an der alten Römerstraße |     | ND-192-RVS-HEU (ex: D 5.01.010 ND) |